# Кордемтюр
Кордемтюр (мар. Кӧрдемтӱр) — деревня в Советском районе Республики Марий Эл. Входит в состав Кужмаринского сельского поселения.

## География
Находится в центральной части республики Марий Эл на расстоянии приблизительно 13 км по прямой на север-северо-запад от районного центра посёлка Советский.

## История
Известна с 1796 года, когда в деревне жили 37 человек. В 1836 году в 11 домах проживали 105 человек. В 1887 году в 35 домах жили 247 человек, в 1905 45 и 313 соответственно, в 1922 92 и 308. В 2004 году оставалось 55 домов. В советское время работали колхозы «Ужара», «У вий», имени Сталина, «Дружба» и имени Кирова (ныне СПК СА имени Кирова).

## Население
Население составляло 158 человека (мари 86 %) в 2002 году, 143 в 2010.

## Известные уроженцы
Кудрявцев Фёдор Яковлевич (1905—1961) — советский государственный, партийный и административный деятель. Председатель Йошкар-Олинского городского совета Марийской автономной области (1932), заместитель председателя Йошкар-Олинского городского исполкома (1946—1957). Участник Великой Отечественной войны. Член ВКП(б) с 1940 года.